# Krateraspis meinerti
Krateraspis meinerti är en mångfotingart som först beskrevs av Sseliwanoff 1881.  Krateraspis meinerti ingår i släktet Krateraspis och familjen storhuvudjordkrypare. Inga underarter finns listade i Catalogue of Life.